# Оболь
О́боль (бел. О́баль) — городской посёлок в Шумилинском районе Витебской области Беларуси. Административный центр Обольского сельсовета. 
Численность населения — 2 067 человек (на 1 января 2025 года).

## География

### Расположение
В 23 км от Шумилино, в 70 км от Витебска. Железнодорожная станция на линии Витебск — Полоцк, на автомобильной дороге Витебск — Полоцк (Р20).

### Гидрография
Расположен на реке Оболь.

## История
Известен с XVI века как деревня в Полоцком воеводстве ВКЛ. В результате первого раздела Речи Посполитой c 1772 года в составе Российской империи. С начала XIX века центр Петропавловской волости Полоцкого уезда. Росту Оболи способствовало строительство Риго-Орловской железной дороги (1886). В 1894—1914 гг. действовала древесно-химическая мануфактура, производившая древесный уголь, дёготь, спирт, уксусный порошок. В конце XIX века в Оболи действовали также водяная мельница и церковно-приходская школа. В 1929 году основан кирпичный завод.
С 1924 года — центр сельсовета Сиротинского (с 1961 Шумилинского) района.
С августа 1941 до 26 июня 1944 года Оболь оккупирована немецкими войсками. В годы Великой Отечественной войны действовало комсомольское подполье.
В 1962—1966 гг. в Полоцком районе. С 1968 — городской посёлок.
В 2024 году в связи с празднованием 80-й годовщины освобождения Беларуси от немецко-фашистских захватчиков и Победы советского народа в Великой Отечественной войне, а также в целях увековечения подвига воинов Красной Армии, рабочих, партизан и подпольщиков, совершенного ими при обороне и освобождении белорусских городов и других населённых пунктов городской посёлок Оболь награждён вымпелом «За мужнасць і стойкасць у гады Вялікай Айчыннай вайны» (Указ Президента Республики Беларусь от 2 февраля 2024 года № 44).

## Население
Численность населения — 2 067 человек (на 1 января 2025 года).
| Численность населения: |
| График не отображается по техническим причинам. Чтобы исправить это, воспроизведите график в новом формате, если это возможно. |

| Год         | 1970 | 1979  | 1989  | 2006  | 2016  | 2018  | 2023 | 2024 | 2025   |
| ----------- | ---- | ----- | ----- | ----- | ----- | ----- | ---- | ---- | ------ |
| Численность | 2978 | ▲3094 | ▲3269 | ▼2861 | ▼2395 | ▼2340 |      |      | ▼2 067 |

## Экономика
- ОАО «Обольский керамический завод» — предприятие по производству кирпича и керамических изделий.
- Производственный участок филиала «Витебскоблгаз» — производство питательных грунтов.

## Культура
Расположен Музей Обольского комсомольского подполья — филиал учреждения культуры «Шумилинский историко-краеведческий музей».
Музей имеет 4 экспозиционных зала:
- Школьные и юношеские годы участников Обольского подполья
- Развитие партизанского движения в Сиротинском с 1961 г. — Шумилинском районе
- Создание и боевая деятельность участников Обольского подполья
- Увековечивание. Память

## Достопримечательности и памятные места

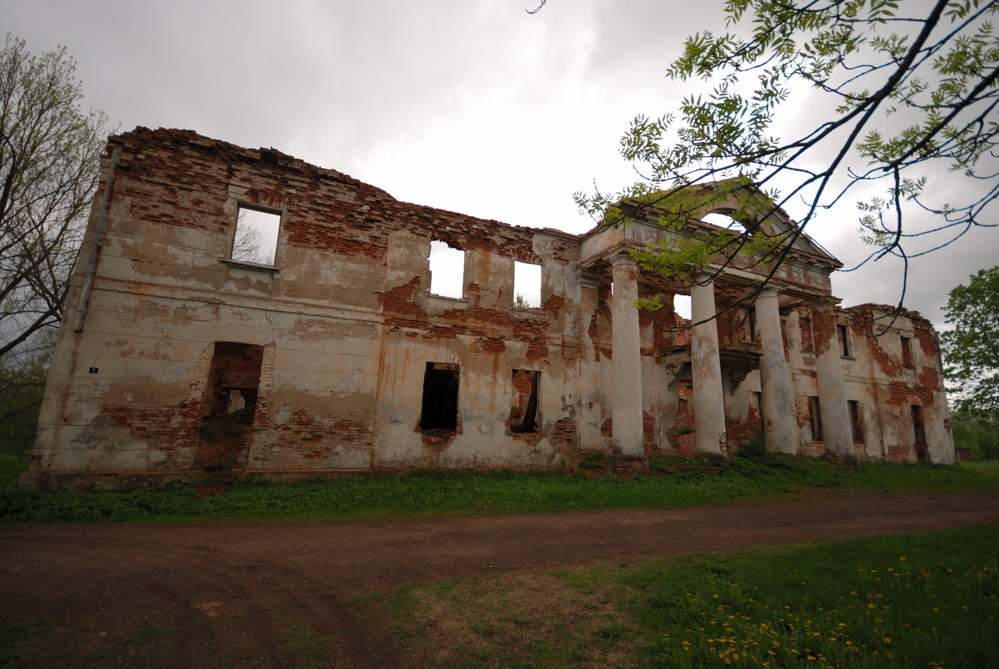
Обольская усадьба Гребницких

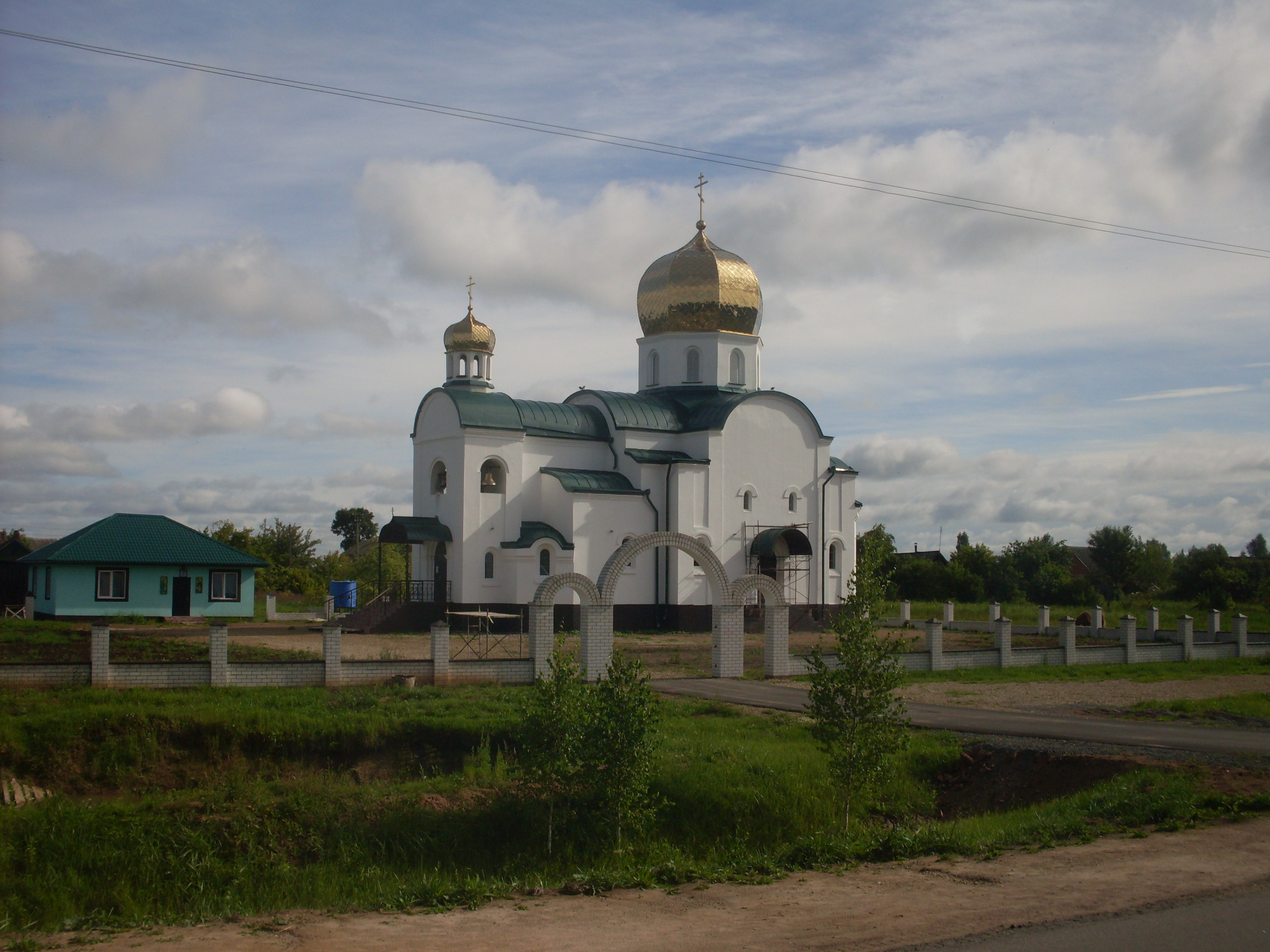
Свято-Онуфриевская православная церковь

- Бывший усадебно-парковый комплекс Гребницких: фрагменты усадебного дома, дом управляющего, фрагменты парка, ул. Школьная, 1 (начало XIX века) —  Историко-культурная ценность Республики Беларусь, шифр 213Г000863.
- Православная церковь Онуфрия Великого (2015)
- Музей Обольского комсомольского подполья

### Памятник, скульптура
- Памятник в честь комсомольцев подпольной организации «Юные мстители»
- Памятник подпольщикам Лузгиным
- Памятник на братской могиле 272 советских воинов, погибших в 1944 году[13]. Среди похороненных Герои Советского Союза В. А. Веденко, Н. В. Дуничев
- Братская могила, ул. Школьная, 0,1 км на запад от бывшего дома управляющего усадебно-паркового комплекса Гребницких —  Историко-культурная ценность Республики Беларусь, шифр 213Д000864.
- Бюст А. Э. Даумана

### Утраченное наследие
- Свято-Онуфриевская церковь с колокольней (1843)

## Известные уроженцы и жители
- Вышелесский Сергей Николаевич (1874—1958) — учёный эпизоотолог, профессор, академик Белорусской академии наук, почётный член ВАСХНИЛ.
- Зенькова Ефросинья Савельевна (1923—1984) — участник Великой Отечественной войны, секретарь Обольской подпольной комсомольской организации «Юные мстители». Герой Советского Союза

## Международное сотрудничество
Города-побратимы:
1. Эдесхёг, Швеция